# Strenght to Endure
«Strength to Endure» es una canción del grupo de punk rock estadounidense, Ramones y fue incluida en el disco Mondo Bizarro (1992).
Esta canción se hizo un clásico por la fuerza que trasmitía en los recitales en vivo. La canción posee un videoclip con imágenes en vivo, el cantante en esta canción es CJ Ramone.
Fue escrita por Dee Dee Ramone y por Daniel Rey.
- Datos: Q6134531